# Mortève
Die Mortève (französisch: Ruisseau de Mortève) ist ein kleiner Fluss in Frankreich, der im Département Orne in der Region Normandie und im Département Sarthe in der Region Pays de la Loire verläuft. Sie entspringt im Gemeindegebiet von Pouvrai, entwässert anfangs nach Nordwest, dreht dann aber in generell südwestliche Richtung und mündet nach insgesamt rund 15 Kilometern im Gemeindegebiet von Courcival als linker Nebenfluss in die Orne Saosnoise.

## Orte am Fluss
(Reihenfolge in Fließrichtung)
- Pouvrai
- Contres, Gemeinde Saint-Cosme-en-Vairais
- Saint-Cosme-en-Vairais
- L’Île Bordière, Gemeinde Saint-Cosme-en-Vairais
- Venis, Gemeinde Courcival